# 캐롤라이나 쿠커스
캐롤라이나 쿠커스(영어: Carolina Cougars)는 노스캐롤라이나주 그린즈버러/샬럿/롤리를 연고지로 하는 1969년부터 1974년까지 ABA 동부 디비전 소속 프로 농구 팀이다. 홈 구장은 그린즈버러 콜리시엄와 샬럿 콜리시엄 그리고 도턴 아레나이다.
1974년 연고지를 미주리주 세인트루이스 (스피릿츠 오브 세인트루이스(영어: Spirits of St. Louis))로 이전했다.
1988년부터 2002년까지 2004년부터 현재까지 같은 연고지(노스캐롤라이나주 샬럿)에 샬럿 호니츠(영어: Charlotte Hornets)가 있다.

## 역대 홈경기장
| 경기장              | 사용기간      | 수용인원 | 장소                        | 비고 |
| ------------------- | ------------- | -------- | --------------------------- | ---- |
| 캐롤라이나 쿠커스   |               |          |                             |      |
| 그린즈버러 콜리시엄 | 1969년~1974년 | 15,000명 | 노스캐롤라이나주 그린즈버러 | 빈칸 |
| 샬럿 콜리시엄       | 1969년~1974년 | 9,605명  | 노스캐롤라이나주 샬럿       | 빈칸 |
| 도턴 아레나         | 1969년~1974년 | 7,610명  | 노스캐롤라이나주 롤리       | 빈칸 |

## 역대 감독
| 감독              | 임기          |
| ----------------- | ------------- |
| 캐롤라이나 쿠커스 |               |
| 본즈 매키니       | 1970년~1971년 |
| 제리 스틸         | 1971년        |
| 톰 머셰리         | 1971년~1972년 |
| 래리 브라운       | 1972년~1974년 |

## 같이 보기
- 샬럿 호네츠
- 그린즈버러 스웜
- 샬럿 스팅